# Пупкино
Пупкино — деревня в Захаровском районе Рязанской области России, входит в состав Плахинского сельского поселения.

## География
Деревня расположена на берегу реки Плетёнка в 2 км на северо-запад от центра поселения села Плахино, в 18 км на север от райцентра села Захарово.

## История
Деревня Пупкино впервые упоминается в выписи 1573 года в числе вотчин Богословского монастыря. В 1716 году она перешла к селу Плахино, в ней тогда числилось 62 двора крестьянских и 4 двора бобыльских.
В XIX — начале XX века село входило в состав Плахинской волости Михайловского уезда Рязанской губернии. В 1905 году в селе было 194 двора.
С 1929 года село являлось центром Пупкинского сельсовета Захаровского района Рязанского округа Московской области, с 1937 года — в составе  Рязанской области, с 2005 года — в составе  Плахинского сельского поселения.

## Население
| 1859 | 1897  | 1905  | 2010 | 2023 |
| ---- | ----- | ----- | ---- | ---- |
| 870  | ↗1390 | ↘1299 | ↘201 | ↗215 |